# Barking Lizards Technologies
Barking Lizards Technologies est un studio de développement de jeux vidéo fondé en 1994 à Richardson (Texas).

## Ludographie
- 2002 : Activision Anthology (PlayStation 2), avec Contraband Entertainment
- 2005 : X-Men Legends (N-Gage)
- 2005 : X-Men Legends II : L'Avènement d'Apocalypse (N-Gage)
- 2005 : The Elder Scrolls IV: Oblivion (téléphones mobiles)
- 2006 : Marvel: Ultimate Alliance (Game Boy Advance)
- 2006 : Bratz Babyz (Game Boy Advance)
- 2006 : Bratz: Forever Diamondz (Game Boy Advance, Nintendo DS)
- 2006 : Command & Conquer: The First Decade (Windows)
- 2007 : Bratz : Le Film (Game Boy Advance)
- 2007 : Zoey 101 (Game Boy Advance)
- 2007 : El Tigre : Les Aventures de Manny Riviera (Nintendo DS)
- 2007 : Zoey 101: Field Trip Fiasco (Nintendo DS)
- 2007 : Bratz 4 Real (Nintendo DS)
- 2007 : Super Collapse 3 (Nintendo DS)
- 2008 : Bratz Girlz Really Rock (Nintendo DS)
- 2008 : The Naked Brothers Band (Wii, PlayStation 2, Windows)
- 2008 : Snakes Subsonic (N-Gage 2.0)
- 2009 : SpongeBob's Truth or Square  (PlayStation Portable)
- 2013 : Cthulhu World Combat (téléphones mobiles)